# El ciego de la guitarra
L'Aveugle à la guitare
El ciego de la guitarra (« L'Aveugle à la guitare ») est une peinture réalisée par Francisco de Goya en 1778 et faisant partie de la quatrième série des cartons pour tapisserie destinée à l'antichambre du Prince des Asturies au Palais du Prado.

## Contexte de l'œuvre
Tous les tableaux de la quatrième série sont destinés à l'antichambre du Prince des Asturies, c'est-à-dire de celui qui allait devenir Charles IV et de son épouse Marie Louise de Parme, au palais du Pardo. Le tableau fut livré à la Fabrique royale de tapisserie le 27 avril 1778.
Il fut considéré perdu jusqu'en 1869, lorsque la toile fut découverte dans le sous-sol du Palais royal de Madrid par Gregorio Cruzada Villaamil, et fut remise au musée du Prado en 1870 par les ordonnances du 19 janvier et du 9 février 1870, où elle est exposée dans la salle 91. La toile est citée pour la première fois dans le catalogue du musée du Prado en 1876.
La série était composée de El Ciego de la guitarra, El Columpio, Las Lavanderas, La Novillada, El Resguardo de tabacos, El Muchacho del pájaro et El Niño del árbol, Los Leñadores, El Majo de la guitarra, La Cita, El Médico, El Balancín et deux cartons perdus, El Perro et La Fuente.

## Analyse

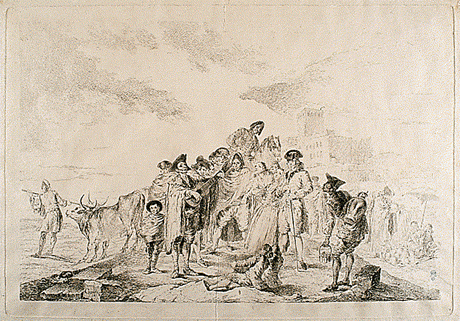
Pour ce carton, Goya réalisa l'une de ses premières eaux-fortes, conservée à la Bibliothèque nationale d'Espagne.

Un chanteur aveugle qui porte des messages dramatiques et truculents dans les villes domine la scène. Goya dépeint ici la fascination et l’intérêt montrés par un groupe de curieux pour l’aveugle. Selon Goya, l'élégant gentleman de ce carton était un étranger. Le peintre a également inclus des personnages inhabituels, comme le noir qui incarne la figure populaire du porteur d’eau. Avec eux, apparaissent d’autres plus classiques : à gauche un pêcheur et au milieu des autres une vendeuse de melons.
Ce carton fut l'un des plus difficiles, car Goya dut le modifier plusieurs fois pour répondre aux exigences des tisserands, qui le considéraient trop grand et avec une trop grande abondance de personnages.
La scène du centre pourrait faire allusion à la prostitution, où deux majas gaiement vêtues flirtent avec un homme. Au premier plan, les enfants rappellent Hogarth et la peinture anglaise. 
La couleur et la lumière attirent plus l'attention que les personnages, dont les tons terreux rappellent ceux des œuvres de jeunesse de Diego Vélasquez. Sur la droite la coloration est vive et transmet une grande joie. La lumière frappe en particulier les femmes et l'homme, avec des reflets métalliques sur les seaux. La légèreté des coups de pinceau de Goya ici se retrouve un demi-siècle plus tard, dans La Laitière de Bordeaux et le Portrait de Juan Bautista Muguiro.
Dans la partie inférieure de la composition des fruits sont vendus, ce qui souligne la structure pyramidale. La toile est inspirée des œuvres de Tiepolo.